# استحکام برشی خاک

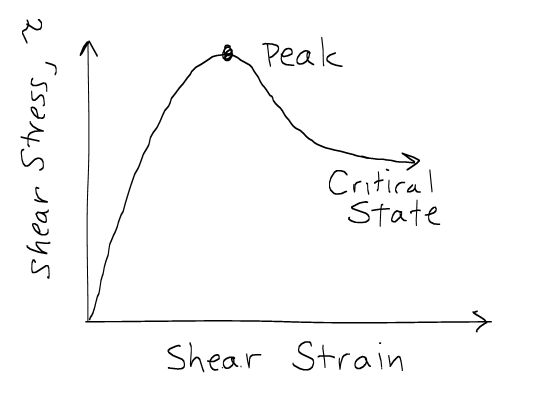
منحنی کرنش تنش معمولی برای یک خاک دیلاتانت زهکشی شده

مقاومت برشی یک اصطلاح در مکانیک خاک است که برای توصیف میزان تنش برشی که خاک می‌تواند تحمل کند، استفاده می‌شود. این مقاومت احتمالاً به دلیل سیمان‌شدن یا پیوند میان ذرات، ناشی از اصطکاک و قفل‌شدن ذرات خاک است. زمانی که ذرات به یکدیگر قفل می‌شوند، ممکن است تحت کرنش‌های برشی تغییر حجم دهند. اگر حجم خاک افزایش یابد، چگالی ذرات کاهش یافته و به تبع آن مقاومت نیز کاهش می‌یابد. در این حالت، مقاومت بیشینه با کاهش تنش برشی همراه خواهد بود. رابطه تنش-کرنش در زمانی که انبساط یا انقباض متوقف می‌شود و پیوندهای بین ذرات شکسته می‌شوند، تغییر می‌کند. حالت تئوری که در آن تنش برشی ثابت می‌ماند و کرنش برشی افزایش می‌یابد، ممکن است به عنوان حالت بحرانی، حالت پایدار یا مقاومت پسماند شناخته شود.

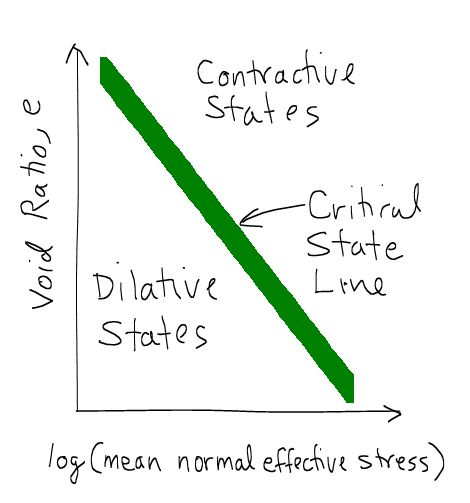
یک خط حالت بحرانی، حالت‌های انبساطی و انقباضی را برای خاک جدا می‌کند.

رفتار تغییر حجم و اصطکاک بین ذرات به چگالی ذرات، نیروهای تماس بین دانه‌ای و تا حدودی به عوامل دیگری مانند سرعت برش و جهت تنش برشی بستگی دارد. میانگین نیروی تماس بین دانه‌ای نرمال در واحد سطح را تنش مؤثر می‌نامند.
اگر آب اجازه ورود یا خروج از خاک را نداشته باشد، مسیر تنش را مسیر تنش زهکشی‌نشده می‌نامند. در هنگام برش زهکشی‌نشده، اگر ذرات توسط یک سیال تقریباً تراکم‌ناپذیر مانند آب احاطه شوند، چگالی ذرات بدون زهکشی نمی‌تواند تغییر کند، اما فشار آب و تنش مؤثر تغییر می‌کند. از طرف دیگر، اگر سیالات اجازه دهند آزادانه از منافذ خارج شوند، فشار منفذی ثابت می‌ماند و مسیر آزمایش را مسیر تنش تخلیه‌شده می‌نامند. اگر خاک زهکشی شود، خاک در حین برش گشاد یا منقبض می‌شود. در واقع، خاک تا حدی زهکشی شده است، جایی بین شرایط ایدئال زهکشی‌نشده و زهکشی‌شده قرار می‌گیرد.
مقاومت برشی خاک به تنش مؤثر، شرایط زهکشی، چگالی ذره‌ها، سرعت و جهت کرنش وابسته می‌باشد.
برای برش با حجم ثابت و زهکشی نشده، ممکن است از نظریه ترسکا برای پیش‌بینی مقاومت برشی استفاده شود، اما برای شرایط زه‌کشی، ممکن است از معیار موهر–کولمب استفاده شود.
دو نظریه مهم در مبحث برش خاک عبارتند از تئوری حالت بحرانی و تئوری حالت پایدار. اگرچه تفاوت‌های کلیدی بین شرایط بحرانی و شرایط حالت پایدار بوده؛ لذا تئوری حاصله مربوط به هر یک از این شرایط متفاوت می‌باشد.

## عوامل کنترل‌کننده مقاومت برشی خاک
رابطه تنش-کرنش خاک، و در نتیجه مقاومت برشی، تحت تأثیر موارد زیر قرار می‌گیرد :
1. ترکیبات خاک (مواد اصلی خاک): کانی‌شناسی، اندازه دانه و توزیع دانه، شکل ذرات، نوع و محتوای سیال منفذی، یون روی دانه و سیال منفذی.
2. شرایط (اولیه): با نسبت خالی اولیه، تنش نرمال مؤثر، و تنش برشی (سابقه تنش) تعریف می‌شود. حالت را می‌توان با عباراتی مانند شل، متراکم، بیش از حد تحکیم، به‌طور معمول یکپارچه، سفت، نرم، انقباضی، و منبسط‌کننده توصیف کرد.
3. ساختار: به آرایش ذرات در داخل تودهٔ خاک اشاره دارد. نحوه بسته‌بندی یا توزیع ذرات، ویژگی‌هایی مانند لایه‌ها، اتصالات، شکاف‌ها، لغزش‌ها، حفره‌ها، پاکت‌ها، و سیمان‌کاری بخشی از سازه هستند. ساختار خاک با عباراتی مانند دست نخورده، آشفته، قالب‌گیری مجدد، فشرده، و سیمانی‌شده، لخته، عسلی شانه‌دار، تک‌دانه؛ لخته‌شده، لخته‌زدایی شده؛ طبقه‌بندی شده، لایه لایه، چند لایه؛ همسانگرد و ناهمسانگرد توصیف می‌شود.
4. شرایط بارگذاری: به مسیر تنش مؤثر، به عنوان مثال تخلیه و زهکشی‌نشده، و نوع بارگذاری، به عنوان مثال بزرگی، نرخ استاتیک و نرخ پویا، و تاریخچه زمانی یکنواخت، و چرخه‌ای اشاره دارد.

## استحکام زهکشی‌نشده
این اصطلاح یک نوع مقاومت برشی را در مکانیک خاک متمایز از مقاومت زهکشی، توصیف می‌کند.
از لحاظ مفهومی، استحکام زهکشی‌نشده خاک وجود ندارد. این به عوامل مختلفی بستگی دارد که مهم‌ترین آنها عبارتند از:
- جهت‌گیری تنش‌ها
- مسیر استرس
- میزان برش
- حجم مواد (مانند رس‌های شکاف‌دار یا توده سنگ)

استحکام زهکشی‌نشده معمولاً توسط ترسکا بر اساس دایره مور به صورت زیر تعریف می‌شود:
σ1 - σ3 = 2 Su
در رابطه فوق:
σ 1 تنش اصلی می‌باشد
σ 3 تنش اصلی جزئی می‌باشد
{\displaystyle \tau } مقاومت برشی است (σ1 - σ3)/2
از این رو، {\displaystyle \tau } = Su (یا گاهی cu)، استحکام تخلیه‌نشده می‌باشد.
در آنالیزهای تعادل حدی، معمولاً از نرخ بارگذاری بسیار بیشتر از سرعتی استفاده می‌شود که فشار آب منفذی (که به دلیل عمل برش خاک ایجاد می‌شود) از بین می‌رود. یک نمونه از این نوع بارگذاری سریع، زمانی است که ماسه‌ها در هنگام زلزله یا شکست یک شیب رسی در هنگام باران شدید، تحت تأثیر قرار می‌گیرند. این مورد در اکثر خرابی‌هایی که در حین ساخت و ساز رخ می‌دهد، مشاهده می‌شود.
برای ارئه مفهومی از شرایط زهکشی‌نشده، می‌توان گفت در این شرایط هیچ کرنش حجمی کشسانی رخ نمی‌دهد، و بنابراین نسبت پواسون در طول برش برابر ۰/۵ در نظر گرفته می‌شود. همچنین در مدل خاک ترسکا فرض می‌شود که هیچ‌گونه کرنش حجمی پلاستیکی رخ نمی‌دهد. این امر در تحلیل‌های پیشرفته‌تر همچو روش اجزا محدود اهمیت دارد. مفهوم مورد نظر در تحلیل‌های پیشرفته‌تر غیر از مدل ترسکا، ممکن است برای مدل‌سازی شرایط زه‌کشی‌نشده مانند مدل نظریه موهر–کولمب، و حالت بحرانی خاک مانند مدل اصلاح‌شده Cam-clay مورد استفاده قرار گیرد؛ به شرط آنکه نسبت پواسون ثابت و برابر ۰/۵ در نظر گرفته شود.
یکی از روابطی که به‌طور گسترده توسط مهندسان حرفه‌ای استفاده می‌شود، مشاهده تجربی است که نسبت مقاومت برشی زهکشی نشده c به تنش تثبیت اولیه p'، تقریباً برای یک نسبت تثبیت بیشتر از یک حد معین (OCR)، ثابت می‌باشد. این رابطه برای اولین بار توسط (Henkel 1960)  و (Henkel & Wade 1966)  رسمیت یافت؛ همچنین آن را گسترش دادند تا ثابت کنند که ویژگی‌های تنش-کرنش رس‌های قالب‌گیری‌شده نیز می‌تواند با توجه به تنش تحکیم اولیه نرمال شود. رابطه c/p ثابت نیز می‌تواند از نظریه برای هر دو حالت بحرانی و مکانیک خاک حالت پایدار (Joseph 2012)  استخراج شود. این ویژگی اساسی و نرمال‌شدن منحنی‌های تنش-کرنش در بسیاری از رس‌ها یافت شده و به روش تجربی SHANSEP (تاریخچه تنش و ویژگی‌های مهندسی خاک نرمال شده) اصلاح شد .

## مقاومت برشی تخلیه‌شده
مقاومت برشی زهکشی‌شده، مقاومت برشی خاکی است که در آن فشار سیال منفذی ایجادشده در طول برش خاک، قادر به از بین‌رفتن در طول برش است. همچنین در جایی که آب منفذی در خاک وجود ندارد (خاک خشک) اعمال می‌شود و از این رو فشار سیال منفذی ناچیز است. معمولاً با استفاده از معیار موهر–کولمب تخمین زده می‌شود. (در سال ۱۹۴۲ توسط کارل فون ترزاگی معادله کولن نامیده شد)  آن را با اصل تنش مؤثر ترکیب کرد.
از منظر تنش‌های مؤثر، استحکام برشی اغلب با عباراتی مانند زیر تقریب‌زده می‌شود:
{\displaystyle \tau } = σ' tan(φ') + c'
در رابطه فوق σ' = (σ - u) به عنوان تنش مؤثر تعریف می‌شود. σ کل تنش اعمال‌شده عمود به صفحه برشی و u فشار آب منفذی است که روی همان صفحه اعمال می‌شود.
φ' = زاویه اصطکاک تنش مؤثر، یا «زاویه اصطکاک داخلی» پس از اصطکاک کولن. ضریب اصطکاک برابر tan (φ') است. مقادیر مختلفی از زاویه اصطکاک را می‌توان تعریف کرد، از جمله زاویه اصطکاک اوج، φ' p، زاویه اصطکاک حالت بحرانی، φ' cv، یا زاویه اصطکاک باقیمانده، φ' r.
c' = انسجام نامیده می‌شود. معمولاً حتی اگر داده‌ها در واقع روی یک منحنی قرار گیرند، در اثر وادار کردن یک خط مستقیم متناسب با مقادیر اندازه‌گیری‌شده (τ, σ') ایجاد می‌شود. محل تقاطع این خط مستقیم با محور تنش برشی را چسبندگی می‌گویند. محل تقاطع حاصل به دامنه تنش‌های در نظر گرفته‌شده بستگی دارد: این یک ویژگی اساسی خاک نیست. انحنای (غیرخطی) پوشش شکست به این دلیل رخ می‌دهد که اتساع ذرات خاک بسته به فشار محدود بستگی دارد.

## نظریه حالت بحرانی
درک پیشرفته‌تر از رفتار خاک تحت برش منجر به توسعه نظریه حالت بحرانی مکانیک خاک شد . در حالت بحرانی مکانیک خاک، در جایی که خاک تحت برش این عمل را در یک حجم ثابت انجام می‌دهد، یک مقاومت برشی مشخص که «حالت بحرانی» نیز نامیده می‌شود، مشخص می‌شود؛ لذا سه مقاومت برشی معمولاً برای خاک تحت‌برش موجود می‌باشد:
- بیشترین استحکام {\displaystyle \tau }p
- حالت بحرانی یا استحکام در حجم ثابت {\displaystyle \tau }cv
- استحکام باقی‌مانده {\displaystyle \tau }r

با توجه به حالت اولیه ذرات خاک که تحت برش قرار می‌گیرند، حداکثر استحکام ممکن است قبل یا در حین حالت بحرانی رخ دهد:
- یک خاک سست در اثر برش حجمی منقبض می‌شود و ممکن است مقاومتی بالاتر از حالت بحرانی ایجاد نکند. در این مورد، هنگامی که خاک از نظر حجمی انقباض خود را متوقف کرد، مقاومت «اوج» با مقاومت برشی حالت بحرانی منطبق خواهد شد. ممکن است بیان شود که چنین خاکهایی "مقاومت اوج" مشخصی از خود نشان نمی‌دهند.
- یک خاک متراکم ممکن است کمی منقبض شود قبل از اینکه اینتر لاک دانه‌ای از انقباض بیشتر جلوگیری کند (قطع بین دانه ای به شکل دانه‌ها و آرایش بسته‌بندی اولیه آنها بستگی دارد). برای ادامه برش پس از ایجاد درهم‌تنیدگی دانه‌ای، حجم خاک باید افزایش یابد. از آنجایی که نیروی برشی اضافی برای انبساط خاک مورد نیاز است، مقاومت "اوج" رخ می‌دهد. هنگامی که این اوج استحکام ناشی از اتساع از طریق برش مداوم غلبه کرد، مقاومت ایجادشده توسط خاک در برابر تنش برشی اعمال شده کاهش می‌یابد (به عنوان "نرم‌شدن کرنش"). این کرنش نرم تا زمانی ادامه می‌یابد که در ادامه برش، تغییری در حجم خاک ایجاد نشود. اوج استحکام نیز در خاک رس‌های بیش از حد تحکیم مشاهده می‌شود که در آن بافت طبیعی خاک باید قبل از رسیدن به برش حجم ثابت از بین برود. اثرات دیگری که منجر به حداکثر استحکام می‌شود عبارتند از سیمان‌شدن و پیوند ذرات.

مقاومت برشی حجم ثابت (یا حالت بحرانی) خارج از خاک است و مستقل از چگالی اولیه یا آرایش دانه‌های آن است. در این حالت دانه‌هایی که از هم جدا می‌شوند، روی یکدیگر غلت می‌خورند، بدون اینکه در هم‌بستگی دانه‌ای یا رشد صفحه لغزنده روی مقاومت در برابر برش تأثیر بگذارد. در این مرحله، هیچ گونه پارچه ارثی یا پیوند دانه‌های خاک بر استحکام خاک تأثیر نمی‌گذارد.
استحکام باقیمانده برای برخی از خاک‌ها رخ می‌دهد که در آن شکل ذرات تشکیل‌دهنده خاک در طول برش هم‌تراز می‌شوند (شکل لغزنده) و در نتیجه مقاومت در برابر برش مداوم کاهش می‌یابد (نرم شدن بیشتر کرنش). این امر به ویژه در مورد بیشتر خاک‌های رس که دارای مواد معدنی صفحه‌ای هستند صدق می‌کند، اما در برخی از خاک‌های دانه‌دار با دانه‌های درازتر نیز مشاهده می‌شود. خاک رس‌هایی که دارای کانی‌های صفحه‌ای نیستند (مانند رس‌های آلوفانیک) تمایلی به نشان‌دادن استحکام باقیمانده ندارند.
استفاده عملی: با پذیرش نظریه حالت بحرانی و c' = ۰ مفروض باشد. p را می‌توان استفاده کرد، مشروط بر اینکه سطح کرنش‌های پیش‌بینی‌شده در نظر گرفته شود و اثرات گسیختگی بالقوه یا نرم‌شدن کرنش تا استحکام‌های بحرانی در نظر گرفته شود. برای تغییر شکل کرنش بزرگ، پتانسیل تشکیل یک سطح صاف با φ' r باید در نظر گرفته شود (مانند راندن شمع).
حالت بحرانی در نرخ کرنش شبه‌استاتیک رخ می‌دهد. این امر اجازه نمی‌دهد که تفاوت در مقاومت برشی بر اساس نرخ کرنش‌های مختلف وجود داشته باشد. همچنین در حالت بحرانی، هیچ تراز ذرات یا ساختار خاصی از خاک وجود ندارد.
مفهوم حالت بحرانی مورد انتقادات زیادی قرار گرفت تقریباً به محض اینکه برای اولین بار معرفی شد؛ عمدتاً ناتوانی آن در مطابقت داده‌های آزمایشی در دسترس از آزمایش طیف گسترده‌ای از خاک‌ها بود. این در درجه اول به دلیل ناتوانی نظریه‌ها در توضیح ساختار ذرات است. پیامد اصلی این ناتوانی، در مدل‌سازی پیک پس از نرم‌شدن کرنش است که معمولاً در خاک‌های انقباضی مشاهده می‌شود که دارای اشکال/خواص دانه ناهمسانگرد هستند. همچنین، فرضی که معمولاً برای انعطاف‌سازی مدل از منظر ریاضی مطرح می‌شود، بیان دارد که تنش برشی نمی‌تواند باعث کرنش حجمی شود؛ همچنین تنش حجمی باعث کرنش برشی نمی‌شود. از آنجایی که در واقعیت اینطور نیست، دلیل دیگری برای تطبیق ضعیف با داده‌های آزمایش تجربی در دسترس است. علاوه بر این، مدل‌های الاستو پلاستیک حالت بحرانی فرض می‌کنند که کرنش‌های الاستیک باعث تغییرات حجمی می‌شوند. از آنجایی که در خاک‌های واقعی نیز چنین نیست، این فرض منجر به تناسب ضعیف با داده‌های تغییر حجم و فشار منفذی می‌شود.

## حالت پایدار (سیستم‌های دینامیکی مبتنی بر برش خاک)
پالایش مفهوم حالت بحرانی، مفهوم حالت پایدار است.
استحکام پایدار به عنوان مقاومت برشی خاک زمانی که در شرایط پایدار قرار داشته باشد، تعریف می‌شود. شرایط حالت پایدار  به این صورت تعریف می‌شود که در آن جرم به‌طور پیوسته در حجم، تنش مؤثر نرمال، تنش برشی، و سرعت ثابت تغییر شکل می‌دهد. او که در آن زمان دانشیار بخش مکانیک خاک دانشگاه هاروارد بوده است، این فرضیه را ساخت که آرتور کازاگراند در پایان کار خود در حال تدوین آن بود . مکانیک خاک مبتنی بر حالت پایدار، گاهی «مکانیک خاک هاروارد» نامیده می‌شود. شرایط حالت پایدار با شرایط «وضعیت بحرانی» یکسان نمی‌باشد.
حالت پایدار تنها پس از اینکه تمام شکستگی ذرات کامل شود و همه ذرات در یک وضع آماری پایدار جهت‌گیری شوند، رخ می‌دهد؛ در این حالت، تنش برشی مورد نیاز برای ادامه تغییر شکل با سرعت ثابت بدون تغییر می‌ماند. این امر برای هر دو حالت زهکشی‌شده و زهکشی‌نشده صدق می‌کند.
حالت پایدار بسته به نرخ کرنشی که در آن اندازه‌گیری می‌شود، مقداری متفاوت دارد؛ بنابراین به نظر می‌رسد مقاومت برشی حالت پایدار در نرخ کرنش شبه‌استاتیکی (نرخ کرنشی که در آن حالت بحرانی رخ می‌دهد) با مقاومت برشی حالت بحرانی مطابقت دارد. با این حال، تفاوت دیگری بین این دو حالت وجود دارد. این بدان معناست که در شرایط حالت پایدار، دانه‌ها خود را در ساختاری پایدار قرار می‌دهند، در حالی که چنین ساختاری برای حالت بحرانی شکل نمی‌گیرد. در مورد برش تا کرنش‌های بزرگ برای خاک‌هایی با ذرات کشیده، این ساختار پایدار، ساختاری است که در آن دانه‌ها در جهت برش قرار می‌گیرند (حتی ممکن است همتراز شوند). در مواردی که ذرات به شدت در جهت برش همتراز هستند، حالت پایدار با «شرایط باقیمانده» مطابقت دارد.
سه تصور غلط رایج در مورد حالت پایدار این است که یک همان حالت بحرانی است که اینطور نیست، دوم اینکه فقط در مورد زهکشی‌نشده اعمال می‌شود در صورتی که برای همه اشکال زهکشی اعمال می‌شود و سوم اینکه برای ماسه‌ها اعمال نمی‌شود (برای هر ماده دانه‌ای اعمال می‌شود). آغازگر نظریه حالت پایدار را می‌توان در گزارشی توسط پولوس  یافت. استفاده از آن در مهندسی زلزله در نشریه دیگری توسط پولوس  به تفصیل شرح داده شده است.
تفاوت بین حالت پایدار و حالت بحرانی آن‌طور که گاهی تصور می‌شود صرفاً یکی از جنبه‌های معناشناسی نیست و استفاده از این دو اصطلاح به جای یکدیگر نادرست می‌باشد. الزامات اضافی برای تعریف دقیق حالت پایدار بیشتر و کمتر از وضعیت بحرانی، سرعت تغییر شکل ثابت و ساختار آماری ثابت (ساختار حالت پایدار)، شرایط حالت پایدار را در چارچوب نظریه سیستم‌های دینامیکی قرار می‌دهد. این تعریف دقیق از حالت پایدار برای توصیف برش خاک به عنوان یک سیستم دینامیکی استفاده شد . سیستم‌های دینامیکی در طبیعت همه‌جا حاضر می‌باشند (نقطه قرمز بزرگ روی مشتری به عنوان مثال) و ریاضیدانان چنین سیستم‌هایی را به‌طور گسترده مورد مطالعه قرار داده‌اند. پایه اساسی سیستم دینامیکی برشی خاک اصطکاک ساده است .

## برای مطالعهٔ بیشتر
- مهندسی عمران
- آزمایش برش مستقیم
- نظریه سیستم‌های دینامیکی
- کارهای خاکی (مهندسی)
- استرس مؤثر
- مهندسی ژئوتکنیک
- مواد دانه ای
- انتشارات مهندسی ژئوتکنیک
- مکانیک خاک
- تثبیت خاک
- فرونشست
- تست برش سه محوری